# منظمة مساعدة المرأة
منظمة مساعدة المرأة هي منظمة ماليزية غير حكومية تناضل من أجل حقوق المرأة وبالتحديد ضد العنف ضد المرأة. وقد تأسست في عام 1982 وتواصل لعب دور رائد في حركة حقوق المرأة الماليزية التي تعمل في مجالات الدعوة والتعليم العام، فضلاً عن إصلاحات القانون والسياسة.
المنظمة هي منظمة غير هادفة للربح تساعد المشردات والفقيرات في مجموعة العمل الماليزية المشتركة وداخل هذه المجموعة، شاركت في اللوبي من أجل قانون العنف المنزلي في عام 1994 في ماليزيا.

## التاريخ
في عام 1979 تم تكريم الراحل تاو شيو شين بجائزة رازاك لمساهمته فيالبلاد وقد تبرع بجائزته النقدية البالغة 30000  رينجيت ماليزي لتأسيس مأوى للنساء اللواتي يتعرضن للضرب هن وأطفالهن. لجنة مؤقتة مؤيدة برئاسة بوان سري ان. عقد تشونغ أول اجتماع له في نوفمبر 1981. استغرق الأمر تسعة أشهر لوضع الأساس وتشكيل مجموعة أساسية من المتطوعين. عمل هؤلاء المتطوعون الرواد كمجموعة جماعية لصياغة مبادئ تشغيل المساعدة الذاتية والتمكين الذاتي للنساء اللواتي يتعرضن للضرب واللواتي لجأن إلى منظمة مساعدة المرأة.
وفي حزيران / يونيه 1982، حصلت المنظمة على تسجيل مؤقت كمجتمع، واستأجر منزل مكون من طابق واحد كملجأ ومقر لمكتب المنظمة. نشرت صحيفة «الملايو ميل» المقال الأول عن الملجأ المخطط له، وبعد فترة وجيزة في سبتمبر / أيلول 1980، استقبلت المنظمة أول مقيم في الملجأ.
كان إيفي جوشيا المدير التنفيذي لأكثر من 15 عامًا، وخلفه في فبراير 2015 سوميترا فيسفاناثان، وهو محام وعامل في مجال المساعدات الإنسانية كان يعمل في مفوضية الأمم المتحدة العليا لشؤون اللاجئين منذ 16 عامًا.

## الاعتقاد والرسالة
يكمن اعتقاد المنظمة بأن لا أحد يستحق أن يتعرض للضرب، وأن كل الناس لهم الحق في تقرير المصير ويجب أن يكون لهم السيطرة على الظروف التي تشكل حياتهم.
تهدف المنظمة إلى «خلق وتعزيز الاحترام والحماية وإعمال الحقوق المتساوية للمرأة والعمل من أجل القضاء على التمييز ضد المرأة، خاصة في القضاء على العنف ضد المرأة».

## الخدمات والمشاريع الأساسية
يتكون مكتب المنظمة من ثلاثة مراكز مختلفة تلبي جميع المهام المحددة:

### الملجأ
وكان الملجأ هو المركز الأول في المنظمة، وهو منزل تستطيع النساء اللواتي يتعرضن للضرب وأطفالهن العثور على مأوى. وفي السنوات الماضية، أصبحت أيضاً مأوى للعمال المهاجرين المعتدلين والنساء المتاجرات وملتمسي اللجوء والأمهات العازبات. هناك أخصائيون اجتماعيون محترفون يقدمون المساعدة لهؤلاء النساء والذين يقدمون أيضًا جلسات استشارية وجهًا لوجه لأولئك الذين يسعون للحصول على المشورة ولكن قد لا يرغبون في الانتقال إلى الملجأ. وهناك أيضا استشارات هاتفية مهنية للنساء اللواتي يواجهن العنف المنزلي والاغتصاب والاعتداء الجنسي وكذلك لأولئك الذين لديهم أسئلة بشأن الزواج والطلاق. متوسط عدد المكالمات الهاتفية التي يتم التعامل معها سنويا من قبل الأخصائيين الاجتماعيين هو 1500.
في مارس 2014، قامت المنظمة بمتابعة أول خط مساعدة مباشر للرسائل القصيرة  لدعم الناجين من العنف المنزلي والنساء اللاتي يعانين من الأزمات. تم إطلاق هذا الخط كجزء من الحملة الوطنية لمنظمة مساعدة المرأة «لأ عذر للإساءة» بمناسبة اليوم العالمي للمرأة 8 مارس 2014 .

### مركز رعاية الطفل
باعتباره أول مركز من نوعه، تم تأسيس مركز رعاية الأطفال في عام 1990، ومنذ ذلك الحين أصبح منزلاً لأطفال سكاني ملاجئ السابقين. وقد قرر هؤلاء النسوة العيش والعمل بشكل مستقل، لكنهن غير قادرات بعد على رعاية أطفالهن في نفس الوقت. يحصل الأطفال داخل مركز رعاية الطفل على منزل وتعليم ونظام دعم يلبي احتياجاتهم الجسدية والعقلية والعاطفية.

### مركز منظمة مساعدة المرأة
هذا المكتب مسؤول بشكل رئيسي عن الإدارة والبحوث والدعوة ويعمل بمثابة الوجه العام للمنظمة.

## الأنشطة
ضغوط منظمة مساعدة المرأة للتأثير على التغييرات في السياسات والتشريعات في ماليزيا لدعم حقوق المرأة.

### اتفاقية القضاء على جميع أشكال التمييز ضد المرأة
في مارس / آذار 2006 قامت المنظمة بالتعاون مع المجلس الوطني للمنظمات النسائية بتنظيم مؤتمراً صحفياً لإطلاق تقرير الظل (اتفاقية القضاء على جميع أشكال التمييز ضد المرأة) رسمياً، الذي أعده ائتلاف للمنظمات غير الحكومية. في أيار / مايو 2006، استعرضت اللجنة المعنية بالقضاء على التمييز ضد المرأة الحكومة الماليزية، التي ضمت ثلاثة ممثلين عن المنظمة، في الدورة الخامسة والثلاثين للجنة المعنية بالقضاء على التمييز ضد المرأة في نيويورك.

### ائتلاف المنظمات غير الحكومية الماليزية
المنظمة هي عضو في ائتلاف المنظمات غير الحكومية الماليزية، الذي تم تشكيله للمشاركة في المراجعة الدورية الشاملة، وهي عملية لمراجعة حقوق الإنسان لبلد أنشأه مجلس حقوق الإنسان التابع للأمم المتحدة في عام 2006. كما شارك مكتب المنظمة في كتابة تقرير ائتلاف المنظمات غير الحكومية الماليزية. للدورة الثانية من المراجعة الدورية العالمية في عام 2013.

## الحملات
شارك المكتب في العديد من حملات التوعية العامة البارزة لإلقاء الضوء على مسألة العنف المنزلي.

### لا عذر للإساءة
أطلق مكتب المنظمة حملته الوطنية للتثقيف العام «لا عذرا للإساءة» في 8 آذار / مارس 2014 لإبراز قضية العنف المنزلي. أراد مكتب المنظمة أن يتحدى الأفكار التي قد تستخدمها النساء اللواتي عانين من العنف المنزلي لتبرير الإساءة دون إدراك. هدفت الحملة إلى استهداف المراحل الأولى من العنف المنزلي والتواصل مع النساء اللواتي يعشن علاقات محتملة.
وشملت الحملة إطلاق معرض فني يحتوي على بلوزات مطرزة مخيطة يدوياً بأفكار تمثل أصوات الناجين من الضحايا. وبرزت كل قميص كلمات مثل «إنه بخير، اعتذر. قال إنه لن يفعل ذلك مرة أخرى». تم عرض فن التركيب في مواقع مختلفة في وادي كلانج والساحل الشرقي وشرق ساراواك.
شجّع جزء آخر من الحملة النساء على تحميل صورهن اللواتي يرتدين قمصانا لا عذر للإساءة على وسائل التواصل الاجتماعي. ومن الشخصيات البارزة التي شاركت فيها سياسيون مثل حجة نانسي شكري، وزيرة في إدارة رئيس الوزراء.
ركزت المرحلة الثالثة من الحملة على إطلاق خط مساعدة الرسائل القصيرة والتي تمثل صديقا افتراضيا ليتمكن الضحايا من الوصول إليه.

### عيد الحب (الحب يجب أن يكون غير مشروط)
للاحتفال بعيد الحب في 2014 وزّع مكتب الحملة الورود كجزء من حملة توعية لتذكير الناس أن الحب يجب أن يكون غير مشروط. ركزت الحملة على زيادة الوعي حول دورة الإساءة، وتحديدًا سلوك المخالفين الذين يعتذرون ويقدمون الوعود ويقدمون الهدايا بعد حوادث الاعتداء.

### ارتفاع 1 بليون
في 2013 شاركت المنظمة في حملة لدعم ارتفاع 1 بليون وهي حملة نظمت في عيد الحب تدعو إلى إنهاء العنف ضد المرأة وتعزيز المساواة بين الجنسين للنساء في جميع أنحاء العالم. عقدت جميع محلات بودي شوب في غرب ماليزيا غوغاء خارج المتاجر؛ حيث شارك فيها موظفون ومنظمات غير حكومية وناشطون.